# 北大路欣也
北大路 欣也（きたおおじ きんや、1943年〈昭和18年〉2月23日 ‐ ）は、日本の俳優、声優。本名、淺井 将勝（あさい まさかつ）。京都府京都市紫竹出身。ホリプロ・ブッキング・エージェンシー所属。
父は戦前の時代劇から戦後の東映時代劇全盛時代に活動した映画俳優の市川右太衛門。芸名の由来は右太衛門の邸宅が京都市内の北大路に在ったことから、右太衛門が「北大路の御大」と呼ばれていたため。田村正和など同世代の俳優仲間からは「きんやちゃん」と呼ばれている。

## 略歴

### 生い立ち

『花笠ふたり若衆』（1961年）。松方弘樹と共演。

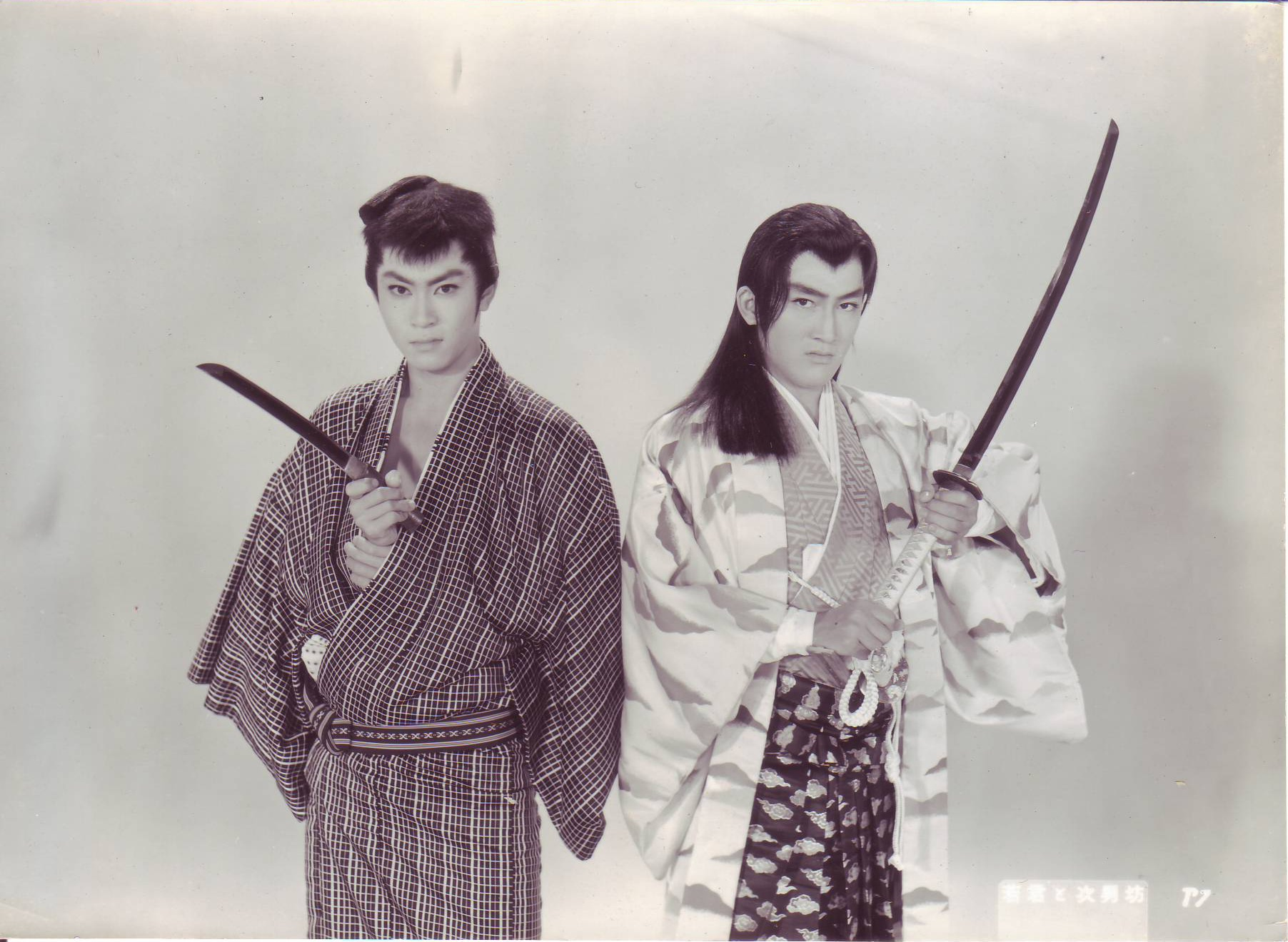
『若君と次男坊』（1961年）。松方弘樹と共演。

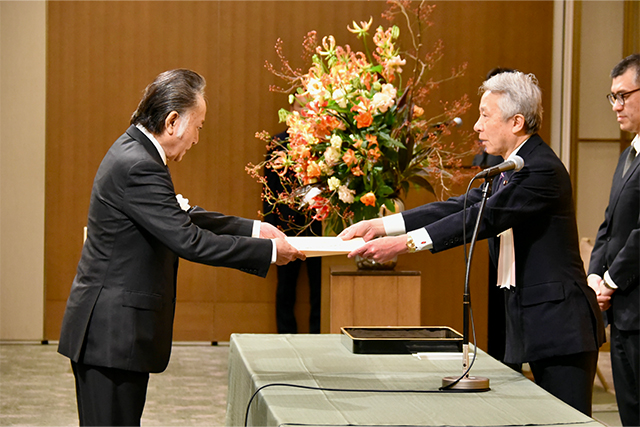
文化功労者の顕彰状を授与される（2023年）

市川右太衛門の次男として生誕。京都市立紫竹小学校、同志社香里中学校から暁星中学校に編入。暁星高等学校を卒業後、早稲田大学第二文学部演劇専修卒業。学位は文学士。
1956年（昭和31年）、映画『父子鷹』で勝海舟の少年時代役を演じ、右太衛門に付き添われてデビューを果たす。同じ東映の二世スターで同級生の松方弘樹（近衛十四郎の長男）とライバル視された。ライバルの松方は「東映城の暴れん坊」として、北大路は「東映城のプリンス」として売り出された。
15歳になった1958年（昭和33年）に『少年三国志』で映画初主演。1961年（昭和36年）、『葵の暴れん坊』で主演。
1963年（昭和38年）、映画『海軍』では千葉真一に配されていた役をやりたいと入れ換えを求め、現代劇初主演を果たした。右太衛門は東映の役員も兼務していたことから、御曹司として北大路は優遇され、右太衛門の庇護のもと、順調にキャリアを重ねていく。
10代の頃は俳優を職業にする気はなく、出なさいと言われていたから出ていただけであると語っている。自身の母校である早稲田大学には、兄が理工学部に通っていたことから雰囲気の良さを感じていた。そして、自身も早稲田大学第二文学部演劇科に入学した。

### 大学卒業後
大学卒業後、1964年（昭和39年）に二代目尾上松緑主演『シラノ・ド・ベルジュラック』（日生劇場）で舞台デビュー、その後は劇団四季にたびたび客員参加した。
1968年（昭和43年）、25歳で大河ドラマ『竜馬がゆく』で主演。その後も大河ドラマには、『独眼竜政宗』や『北条時宗』など多数出演する。
1973年（昭和48年）、映画『仁義なき戦い』を仕事先で観て共鳴した北大路は、シリーズ化されることを聞きつけ東映へ直訴して、第二部『仁義なき戦い 広島死闘篇』の出演が決まる。しかし北大路は当初のキャスティングを拒み、東映の幹部に仲介させ、千葉真一と配役を再び交換して出演した。1974年（昭和49年）には『仁義なき戦いシリーズ』の最終作『仁義なき戦い 完結篇』に再出演した。
1977年（昭和52年）、高倉健とともに映画『八甲田山』に主演。高倉と北大路は第1回日本アカデミー賞主演男優賞を受賞した（高倉は最優秀主演男優賞）。劇中での北大路演じる神田大尉の台詞「天は我々を見放した」は当時の流行語になった。
1984年（昭和59年）には映画『空海』の役作りのために、高野山真言宗の僧侶として得度出家をし、四度加行を行い、不動護摩法の資格を取得した。
テレビ時代劇・舞台を中心に活躍し『忠臣蔵』の大石内蔵助はこれまでに三度演じている。『ご存知!旗本退屈男』、『子連れ狼』、『名奉行! 大岡越前』、『隠密奉行朝比奈』、『剣客商売』など時代劇に代表作が多い。
現代劇では、『事件』『さすらい署長』シリーズなどのほか、2007年（平成19年）1月 - 3月放送の『華麗なる一族』で万俵大介役を演じた他、2010年（平成22年）の『絶対零度〜未解決事件特命捜査〜』では35年振りにフジテレビ制作の現代劇連続ドラマの出演をした。2014年（平成26年）1月 - 3月放送の『三匹のおっさん』では、1979年の『男なら!』以来35年ぶりとなる現代劇の連続ドラマでの主演を務めた。
2007年（平成19年）、自身の個人事務所からホリプロに移籍。同年4月、紫綬褒章を受章。同年6月からソフトバンクモバイルの「ホワイト家族24 / ホワイトプラン」などの『白戸家』シリーズCMでお父さん犬・カイ君の声を演じ、現在も継続中である。配役は同社ニュースリリースにて公表されていたが、キャラクターゆえに出演の意外性が注目された。また、2008年（平成20年）に映画『HACHI 約束の犬』にて、主人公の大学教授（リチャード・ギア）の日本語吹き替えを担当した。2007年10月31日に、早稲田大学創立125年を記念して「北大路欣也トークショー」が大隈講堂で行われた。
2012年（平成24年）からはテレビ時代劇『剣客商売』の主演を藤田まことから引き継いだ。

### 近年の活躍
2015年（平成27年）11月、秋の勲章で旭日小綬章を受章。2021年（令和3年）11月には、京都市文化功労者として表彰され、そして2022年（令和4年）10月には、牧野省三賞を受賞している。これは父・市川右太衛門と親子二代での受賞となる。
2023年度の文化功労者に選ばれた。

## 人物
20代の頃は酒が大好きで、深酒するのも青春を謳歌していると思っていたが、東映の先輩である高倉健の𠮟咤激励により生活態度を改め、節制するようになったと語っている。以来、高倉健とは親交が深くなる。
ライバルだった松方をはじめ東映時代の仲間であった千葉真一、渡瀬恒彦、梅宮辰夫、山城新伍らとも親交がある。
1977年11月12日に一般女性と結婚。15歳の時に見初め、13年間の交際を経てのゴールインだった。結婚会見で新婦は北大路の事を日常的に「欣也さま」と呼んでいる事を明らかにしている。2007年に行われた紫綬褒章祝賀パーティーでは妻への感謝の言葉を述べている。
1968年の大河ドラマ『竜馬がゆく』に出演していた時、竹鶴政孝と出会い余市蒸溜所を訪れた縁もあり、2014年秋から2015年にかけて放送された『マッサン』にどんな役でもかまわないからと、出演を直訴。その甲斐あって、小説家・上杉龍之介役で出演を果たした。
父の市川右太衛門は死去の1年前に千葉県の老人保健施設に夫妻で入居していた。当初「北大路による姥捨て」説が唱えられ、兄弟間でも主張が食い違った。1999年12月14日の北大路夫妻主催の「お別れ会」に兄夫妻、姉夫妻が参列しない、2001年3月3日に親族が主催した「市川右太衛門を偲ぶ会」では北大路夫妻が参列しないなど兄弟間の不仲が表面化した。2001年の暮れに北大路は女性誌の記事で、施設入所は足が不自由になった市川の妻とでは2人暮らしに無理が出て、高齢の家政婦には介護までは任せられない中で、兄や姉とも話し合って決めたことだと反論している。
2015年、「週刊ポスト」（6月1日発売号）と「女性セブン」（6月18日号）にて、1年ほど前から夫婦で介護付き有料老人ホームに入居していたことが報じられた。

## 芸風

### 時代劇
時代劇俳優として著名な北大路は、デビュー作も時代劇であるなど、時代劇への出演が多い。1958年に『少年三国志』で映画初主演後は、父・市川右太衛門主演の『旗本退屈男』に多数出演。東映時代の主演代表作は、『花笠ふたり若衆』、『葵の暴れん坊』、『源九郎義経』、『徳川家康』など時代劇が中心であった。その後は、大河ドラマの『竜馬がゆく』で主演するなど、テレビ時代劇にも進出する。
テレビ時代劇では、『ご存知!旗本退屈男』、『子連れ狼』、『名奉行! 大岡越前』、『隠密奉行朝比奈』、『剣客商売』などに主演するなど代表作も多い。テレビ東京の新春ワイド時代劇や、その他の正月時代劇でも主演俳優の定番のうちの1人となる。『忠臣蔵』主人公である大石内蔵助は、『忠臣蔵』、『最後の忠臣蔵』、『忠臣蔵 瑤泉院の陰謀』と3回演じている。他にも勝海舟を2回、徳川家康を4回など同じ人物を複数回演じることが多い。
近年では時代劇専門チャンネルで放映された、『三屋清左衛門残日録』に主演している。幼い頃に身につけた殺陣の技術は、歳を重ねた現在でも衰えておらず、度々劇中で披露される。

### 大河ドラマ
大河ドラマ常連俳優の一人である。今までに計9回の出演をしている。1968年の『竜馬がゆく』では、坂本竜馬役で主演を務め、高橋英樹（武市半平太役）や浅丘ルリ子（おりょう役）らと共演。1970年の『樅ノ木は残った』では、主人公の原田甲斐（演・平幹二朗）と対立する役柄となる酒井雅楽頭を演じる。1972年の『新・平家物語』でも、主人公の平清盛（演・仲代達矢）と対立する以仁王を演じている。
その後も、1987年の『独眼竜政宗』では、主人公の伊達政宗（演・渡辺謙）の父である伊達輝宗を演じ、主演の渡辺謙登場までは物語の主役を務めた。当初、出演依頼が来たとき、北大路は主人公の伊達政宗役での出演依頼かと思ったと語っている。
1993年の『炎立つ』では、藤原秀衡での出演が予定されていたが、撮影スケジュールが変更されたことに伴い、本編収録開始前に降板したため、渡瀬恒彦が代役を務めた。2001年の『北条時宗』では、主人公の北条時宗（演・和泉元彌）・北条時輔（演・渡部篤郎）兄弟に大きな影響を与える博多の商人の謝国明を演じた。また、2008年の『篤姫』では、主人公の篤姫（演・宮崎あおい）の相談役のような役柄の勝海舟を演じた。
2011年の『江〜姫たちの戦国〜』では、主人公の江（演・上野樹里）の義父である徳川家康を演じた。『篤姫』での勝海舟や『江〜姫たちの戦国〜』での徳川家康などかつて映画で扮した人物を再び演じている。最近の出演は、2015年の『花燃ゆ』で長州藩主の毛利敬親を演じている。
2021年の『青天を衝け』では、ナビゲーター役として再び徳川家康を演じた。

### 現代劇
時代劇俳優として著名な北大路であるが、現代劇への出演も多い。現代劇初主演を務めたのは1963年の『海軍』。これ以降、映画出演、特に東映で出演が減ったのは、岡田茂 (東映) が不良性感度を推進したため、東映城のプリンスと言われた北大路に合わなかったからである。こうした映画に北大路を出すわけにはいかず、ファンから「映画に出て欲しい」という要望が届いていたものの、1960年代後半から1970年代初めの同社が売りにしていた任侠映画には全く出演していない。
東映に復帰したのは1973年の『仁義なき戦い 広島死闘篇』から。配役はもともと千葉真一が山中正治、北大路が大友勝利の予定でクランクインするはずだった。しかし北大路は「ホンを読んだら、大友はちょっと自信がない。無茶苦茶に暴れる大友ではなく、山中なら理解できる」と配役の交代を要求した。そのため日下部五朗と宣伝担当者らは千葉を突然訪ね、「山中と大友を交代してもらえないか」と調整することとなる。深作欣二は「欣也には大友を逆立ちしてもできない。できないから正直に言ってきた」「欣也は一所懸命熱演しているが、毛並みがいいというか、血筋がいいというか、ヤクザじゃないところがある。山中はできても、大友はできない。ヤクザ特有のヤニ臭さがない」と述べている。
その後は、『アラスカ物語』、『八甲田山』、『火まつり』、『春の鐘』などの映画で主演をする。2007年には、木村拓哉主演の『華麗なる一族』に出演。演じたのは、木村拓哉演じる主人公・万俵鉄平の父である万俵大介。劇中で木村を殴るシーンがあり、全国の皆さんに嫌われるかと思ったと語っている。2時間ドラマでも、『事件』シリーズや『さすらい署長』シリーズなどで主演している。
近年では、連続ドラマの『三匹のおっさん』で主演。1979年の『男なら!』以来35年ぶりとなる現代劇の連続ドラマでの主演を務めた。他方、脇役としても多数の作品に出演している。脇役として出演する際には、総理大臣などの政治家や頭取、社長など権力者を演じることが多い。

## 出演
太字は主演

### 映画
| 公開年             | 作品名                                          | 役名                     | 制作（配給）                 | 備考                                                               |
| ------------------ | ----------------------------------------------- | ------------------------ | ---------------------------- | ------------------------------------------------------------------ |
| 1956年（昭和31年） | 父子鷹                                          | 勝海舟                   | 東映                         | デビュー作                                                         |
| 1956年（昭和31年） | 曽我兄弟 富士の夜襲                             | 源頼家                   | 東映                         |                                                                    |
| 1957年（昭和32年） | 黄金の伏魔殿                                    | 権堂九馬之丞             | 東映                         |                                                                    |
| 1957年（昭和32年） | 富士に立つ影                                    | 玉置左之助               | 東映                         |                                                                    |
| 1957年（昭和32年） | 旗本退屈男 謎の蛇姫屋敷                         | 露島京弥                 | 東映                         |                                                                    |
| 1958年（昭和33年） | 旗本退屈男                                      | 桜内数馬                 | 東映                         |                                                                    |
| 1958年（昭和33年） | 少年三国志                                      | 山中鹿之介               | 東映                         | 二部作                                                             |
| 1959年（昭和34年） | 旗本退屈男 謎の南蛮太鼓                         | 露島京弥                 | 東映                         |                                                                    |
| 1959年（昭和34年） | 忠臣蔵 櫻花の巻・菊花の巻                       | 大石主税                 | 東映                         |                                                                    |
| 1959年（昭和34年） | 旗本退屈男 謎の大文字                           | 万里小路道麿             | 東映                         |                                                                    |
| 1959年（昭和34年） | 榛名ばやし 喧嘩鷹                               | 布田の友吉               | 東映                         |                                                                    |
| 1959年（昭和34年） | 天下の伊賀越 暁の血戦                           | 渡辺数馬                 | 東映                         |                                                                    |
| 1960年（昭和35年） | 旗本退屈男 謎の幽霊島                           | 守谷小四郎               | 東映                         |                                                                    |
| 1961年（昭和36年） | 葵の暴れん坊                                    | 松平源之助               | 東映                         | 映画初主演作品                                                     |
| 1961年（昭和36年） | 花笠ふたり若衆                                  | 源太郎                   | 東映                         |                                                                    |
| 1961年（昭和36年） | 水戸黄門 助さん格さん大暴れ                     | 渥美格之進               | 東映                         |                                                                    |
| 1961年（昭和36年） | 幽霊島の掟                                      | 勇作                     | 東映                         |                                                                    |
| 1961年（昭和36年） | 若君と次男坊                                    | 望月圭次郎               | 東映                         |                                                                    |
| 1961年（昭和36年） | 口笛を吹く無宿者                                | 月輪源太郎               | 東映                         |                                                                    |
| 1962年（昭和37年） | 天下の御意見番                                  | 徳川家光                 | 東映                         |                                                                    |
| 1962年（昭和37年） | 源九郎義経                                      | 源九郎義経               | 東映                         |                                                                    |
| 1962年（昭和37年） | よか稚児ざくら 馬上の若武者                     | 三宅伝八郎               | 東映                         |                                                                    |
| 1962年（昭和37年） | 勢揃い関八州                                    | 友吉                     | 東映                         |                                                                    |
| 1962年（昭和37年） | 次郎長と小天狗 殴り込み甲州路                   | 大前田英次郎             | 東映                         |                                                                    |
| 1963年（昭和38年） | 勢揃い東海道                                    | 桶屋の鬼吉               | 東映                         |                                                                    |
| 1963年（昭和38年） | 大暴れ五十三次                                  | 鼠小僧伝吉郎             | 東映                         |                                                                    |
| 1963年（昭和38年） | 海軍                                            | 谷真人                   | 東映                         | 現代劇初主演作品                                                   |
| 1964年（昭和39年） | 狼と豚と人間                                    | 黒木三郎                 | 東映                         |                                                                    |
| 1965年（昭和40年） | 徳川家康                                        | 松平三郎元信             | 東映                         |                                                                    |
| 1965年（昭和40年） | 虹をつかむ恋人たち                              | 北上達也                 | 東映                         |                                                                    |
| 1967年（昭和42年） | 千曲川絶唱                                      | 五所川肇                 | 東宝                         |                                                                    |
| 1967年（昭和42年） | 続・名もなく貧しく美しく 父と子                 | 片山一郎                 | 東宝                         |                                                                    |
| 1968年（昭和43年） | 北穂高絶唱                                      | 紀伊次郎                 | 東宝                         |                                                                    |
| 1968年（昭和43年） | 祇園祭                                          | 於菟                     | 松竹                         |                                                                    |
| 1968年（昭和43年） | 濡れた二人                                      | 鵜狩繁男                 | 大映                         |                                                                    |
| 1969年（昭和44年） | 津軽絶唱                                        | 夏川圭一                 | 東宝                         |                                                                    |
| 1969年（昭和44年） | ボルネオ大将 赤道に賭ける                       | 千里武男                 | 東宝                         |                                                                    |
| 1969年（昭和44年） | 新撰組                                          | 沖田総司                 | 東宝                         |                                                                    |
| 1970年（昭和45年） | 商魂一代 天下の暴れん坊                         | 坂本竜馬                 | 東宝                         |                                                                    |
| 1971年（昭和46年） | 婉という女                                      | 岡本弾七                 | -                            |                                                                    |
| 1971年（昭和46年） | 戦争と人間 第二部 愛と悲しみの山河              | 伍代俊介                 | 日活                         |                                                                    |
| 1973年（昭和48年） | 仁義なき戦い 広島死闘篇                         | 山中正治                 | 東映                         | シリーズの主人公は菅原文太                                         |
| 1973年（昭和48年） | 戦争と人間 第三部 完結篇                        | 伍代俊介                 | 日活                         |                                                                    |
| 1973年（昭和48年） | 朝やけの詩                                      | 朝夫                     | 東宝                         |                                                                    |
| 1973年（昭和48年） | 日本侠花伝                                      | 坂上大尉                 | 東宝                         |                                                                    |
| 1974年（昭和49年） | 華麗なる一族                                    | 一之瀬四々彦             | 東宝                         |                                                                    |
| 1974年（昭和49年） | 悪名 縄張荒らし                                 | 貞                       | 東宝                         |                                                                    |
| 1974年（昭和49年） | 仁義なき戦い 完結篇                             | 松村保                   | 東映                         |                                                                    |
| 1974年（昭和49年） | あゝ決戦航空隊                                  | 関大尉                   | 東映                         |                                                                    |
| 1975年（昭和50年） | 日本任侠道 激突篇                               | 友時常次                 | 東映                         |                                                                    |
| 1975年（昭和50年） | 暴動島根刑務所                                  | 川村勇次                 | 東映                         |                                                                    |
| 1975年（昭和50年） | 資金源強奪                                      | 清元武司                 | 東映                         |                                                                    |
| 1975年（昭和50年） | 新幹線大爆破                                    | 空港で古賀を張り込む刑事 | 東映                         | 特別出演                                                           |
| 1975年（昭和50年） | 竹久夢二物語 恋する                             | 竹久夢二                 | 松竹                         |                                                                    |
| 1976年（昭和51年） | スリランカの愛と別れ                            | 越智竹人                 | 東宝                         |                                                                    |
| 1976年（昭和51年） | 不毛地帯                                        | 海部ニューヨーク駐在員   | 東宝                         |                                                                    |
| 1977年（昭和52年） | アラスカ物語                                    | フランク安田             | 東宝                         |                                                                    |
| 1977年（昭和52年） | 八甲田山                                        | 神田大尉                 | 東宝                         | 高倉健とともに主演                                                 |
| 1978年（昭和53年） | 犬笛                                            | 小西刑事                 | 東宝                         |                                                                    |
| 1978年（昭和53年） | 冬の華                                          | 坂田道郎                 | 東映                         |                                                                    |
| 1978年（昭和53年） | 聖職の碑                                        | 有賀喜一                 | 東宝                         |                                                                    |
| 1978年（昭和53年） | ダイナマイトどんどん                            | 橘銀次                   | 東映                         |                                                                    |
| 1978年（昭和53年） | 燃える秋                                        | 岸田守                   | 東宝                         |                                                                    |
| 1981年（昭和56年） | 漂流                                            | 長平                     | 東宝                         |                                                                    |
| 1982年（昭和57年） | 南十字星                                        | 立花検察官               | 東宝                         |                                                                    |
| 1982年（昭和57年） | 幻の湖                                          | 織田信長                 | 東宝                         |                                                                    |
| 1984年（昭和59年） | 空海                                            | 空海                     | 東映                         |                                                                    |
| 1984年（昭和59年） | 零戦燃ゆ                                        | 堀越二郎                 | 東宝                         | 特別出演                                                           |
| 1984年（昭和59年） | 修羅の群れ                                      | 石河隆司                 | 東映                         | 当初は主演予定であったが、スケジュールの都合で主演は松方弘樹に変更 |
| 1985年（昭和60年） | 火まつり                                        | 達男                     | シネセゾン                   |                                                                    |
| 1985年（昭和60年） | 夢千代日記                                      | 宗方勝                   | 東映                         |                                                                    |
| 1985年（昭和60年） | 二代目はクリスチャン                            | 英二                     | 角川映画                     |                                                                    |
| 1985年（昭和60年） | 春の鐘                                          | 鳴海六平太               | 東宝                         |                                                                    |
| 1989年（平成元年） | せんせい                                        | 町の会長                 | 松竹                         | 松方弘樹や渡瀬恒彦、千葉真一らと共に主演                           |
| 1991年（平成3年）  | 動天                                            | 中居屋重兵衛             | 東映                         |                                                                    |
| 1993年（平成5年）  | 新極道の妻たち 覚悟しいや                       | 花杜昌治                 | 東映                         |                                                                    |
| 1993年（平成5年）  | 虹の橋                                          | 長左衛門                 | 東宝                         |                                                                    |
| 1997年（平成9年）  | 北京原人 Who are you?                           | 小島博士                 | 東映                         | 特別出演                                                           |
| 2008年（平成20年） | 銀幕版 スシ王子! 〜ニューヨークへ行く〜         | 俵源五郎                 | ワーナー・ブラザースカ・映画 |                                                                    |
| 2008年（平成20年） | 花より男子F                                     | 謎の紳士                 | 東宝                         | 特別出演                                                           |
| 2010年（平成22年） | 恋するナポリタン 〜世界で一番おいしい愛され方〜 | 槇原佑一郎               | 日活                         |                                                                    |
| 2010年（平成22年） | インシテミル 7日間のデス・ゲーム                | 安東吉也                 | ワーナー                     |                                                                    |
| 2010年（平成22年） | 桜田門外ノ変                                    | 徳川斉昭                 | 東映                         |                                                                    |
| 2013年（平成25年） | 劇場版 SPEC〜結〜 漸ノ篇 / 爻ノ篇               | 卑弥呼                   | 東宝                         | 特別出演                                                           |
| 2019年（平成31年） | 七つの会議                                      | 徳山郁夫                 | 東宝                         |                                                                    |
| 2020年（令和2年）  | コンフィデンスマンJP プリンセス編               | レイモンド・フウ         | 東宝                         |                                                                    |
| 2023年（令和5年）  | レジェンド&バタフライ                           | 斎藤道三                 | 東映                         |                                                                    |

### テレビドラマ
- 笛吹童子（1960年、NET） - 笛吹童子
- 徳川家康（1964年、NET） - 徳川家康
- 宮本武蔵（1965年、日本テレビ） - 宮本武蔵
- わが心のかもめ（1966年、NHK総合）
- 妻よ語れというか（1966年、NHK総合）
- 真田幸村（1966年、TBS） - 木村重成
- 大河ドラマ（NHK総合）
  - 竜馬がゆく（1968年） - 坂本竜馬[26][注 2]
  - 樅ノ木は残った（1970年） - 酒井雅楽頭
  - 新・平家物語（1972年） - 以仁王
  - 独眼竜政宗（1987年） - 伊達輝宗 ※主演の渡辺謙が登場するまでは主演を務めた
  - 北条時宗（2001年） - 謝国明
  - 篤姫（2008年） - 勝海舟
  - 江〜姫たちの戦国〜（2011年） - 徳川家康
  - 花燃ゆ（2015年） - 毛利敬親
  - 青天を衝け（2021年） - 徳川家康
- 水戸黄門（TBS）
  - 第1部 第8話「まぼろしの剣・浜松宿」（1969年9月22日） - 笠寺総十郎
  - 第14部 第19話「悪を懲らした喧嘩友達・会津」（1984年3月5日） - 桜井吉弥
  - 第23部 第30話「世直し剣が悪を斬る・今治」（1995年3月6日） - 片貝権兵衛
- 地獄の辰捕物控（1972年、NET） - 地獄の辰
- 氷紋（1974年10月 - 1975年1月、よみうりテレビ） - 久坂利輔
- 座頭市物語 第3話「祥月命日いのちの鐘」（1974年、フジテレビ） - 紋次
- 新宿警察（1975年 - 1976年、フジテレビ） - 根来一郎
- 青春の門 筑豊編（1976年、毎日放送） - 伊吹重蔵
- 喜びも悲しみも幾歳月（1976年 - 1977年、日本テレビ） - 四郎
- おおヒバリ!（1977年 - 1978年、TBS） - 杉山賢一
- 愛の死線（1978年、日本テレビ） - 古山康夫
- あめりか物語（1979年、NHK総合） - 菊地幸吉
- 男なら!（1979年、TBS） - 中山健一
- 若き日の北條早雲（1980年、テレビ朝日） - 伊勢新九郎（北条早雲）
- 男子の本懐（1981年1月4日、NHK総合）[27] -  濱口雄幸
- はらぺこ同志（1982年、TBS） -  伊達昌平
- 暁に斬る! （1982年、関西テレビ） -  並木平四郎
- 12時間超ワイドドラマ→新春ワイド時代劇（テレビ東京）
  - 風雲 柳生武芸帳（1985年） - 柳生十兵衛
  - 徳川風雲録 御三家の野望（1986年） - 徳川吉宗、柳生新六郎 二役
  - 風雲江戸城 怒涛の将軍徳川家光（1987年） - 徳川家光、柳生十兵衛 二役
  - 花の生涯 井伊大老と桜田門（1988年） - 井伊直弼
  - 宮本武蔵（1990年） - 宮本武蔵
  - 織田信長（1994年） - 足利義輝
  - 徳川剣豪伝 それからの武蔵（1996年） - 宮本武蔵
  - 国盗り物語（2005年） - 斎藤道三
  - 忠臣蔵 瑤泉院の陰謀（2007年） - 大石内蔵助
  - 白虎隊〜敗れざる者たち（2013年） - 西郷頼母
- 赤い記憶 （1985年2月26日、日本テレビの火曜サスペンス劇場） -  正村太一
- 早春物語 〜私、大人になります〜（1986年・TBS） - 梶川真二
- 江戸川乱歩の美女シリーズ（1986年 - 1990年、テレビ朝日） - 明智小五郎
- 銀河テレビ小説（NHK総合）
  - わが歌・我愛你（1988年10-11月、NHK大阪） - 三雲恭介
- ご存知!旗本退屈男（1988年 - 1994年・テレビ朝日） - 早乙女主水之介
- 風雲!真田幸村（1989年・テレビ東京） - 真田幸村
- 銭形平次シリーズ（1990年7月11日、1991年 - 1998年、フジテレビ） - 銭形平次
- メイクアップ（1990年9月1日、NHK総合）
- 月曜ドラマスペシャル おやじのヒゲ11（1991年、TBS）
- 木曜ゴールデンドラマ さらば愛しき人よ（1991年、よみうりテレビ）
- 忠臣蔵 風の巻・雲の巻（1991年、フジテレビ） - 脇坂淡路守（特別出演）
- 戦国最後の勝利者!徳川家康 （1992年、テレビ朝日） - 徳川家康
- 月曜ドラマスペシャル 忠治旅日記 悪代官をたたっ斬り 無宿渡世の旅に出た 激烈! 青年国定忠治（1992年2月24日、TBS） - 国定忠治 ※芸能生活35周年記念ドラマ
- 新春大型5時間時代劇スペシャル 独眼竜の野望 伊達政宗（1993年、テレビ朝日） - 前田利家
- 事件 シリーズ（1993年 - テレビ朝日） -  伊丹秀一
- 火曜サスペンス劇場検事 霧島三郎シリーズ（1994年 - 1999年、日本テレビ） - 霧島三郎
- 命なりけり 悲劇の外相東郷茂徳（1994年、TBS） - 昭和天皇 役 ※終戦記念ドラマ
- 新春大型時代劇3時間スペシャル 家光謀殺（1995年、テレビ朝日 / 東映）- 宮本武蔵
- 忠臣蔵（1996年、フジテレビ） - 大石内蔵助
- 南町奉行事件帖 怒れ!求馬 第4話「密命帯びた男の剣」（1997年、TBS・C.A.L） - 鏑木新十郎
- 水曜シリーズドラマ 噂の伝次郎（1997年） - 竹内伝次郎
- 御家人斬九郎 第3シリーズ第1話 「男二人」（1997年10月、フジテレビ） - 政五郎
- 次郎長三国志 勢揃い二十八人衆喧嘩旅!（1998年、テレビ朝日） - 清水次郎長
- 隠密奉行朝比奈（1998年 - 1999年、フジテレビ） - 朝比奈河内守正清
- 旗本退屈男（2001年7月31日 - 11月6日、フジテレビ） - 早乙女主水之介
- 赤西蛎太 伊達騒動醜男と美女の純愛（1999年1月2日、テレビ東京） - 赤西蠣太、原田甲斐
- 生存 愛する娘のために （2002年2月11日 - 3月4日、NHK総合） -  武田正生
- 子連れ狼シリーズ（2002年10月 - 2004年9月、テレビ朝日） - 拝一刀
- はんなり菊太郎（NHK総合）
  - 第1シリーズ 第2話「老虎」（2002年） - 小兵衛
  - 第2シリーズ 第4話「いのちの酒」（2004年） - 小間物屋
- さすらい署長 風間昭平（2003年 - 、テレビ東京） - 風間昭平
- 太閤記 サルと呼ばれた男（2003年12月27日、フジテレビ） - 浅井長政 （特別出演）
- テレビ朝日開局45周年記念企画 忠臣蔵（2004年、テレビ朝日） - 土屋主悦
- 最後の忠臣蔵（2004年、NHK総合） - 大石内蔵助
- 名奉行! 大岡越前（2005年4月18日 - 6月20日、テレビ朝日） - 大岡忠相
  - 名奉行! 大岡越前 第2シリーズ（2006年4月18日 - 7月18日、テレビ朝日） - 大岡忠相
- 風林火山（2006年1月8日、テレビ朝日） - 山本勘助
- 華麗なる一族（2007年1月14日 - 3月18日、TBS） - 万俵大介 
1974年には、同作品の映画版で一之瀬四々彦役を演じている。出演映画一覧を参照。
- 八州廻り桑山十兵衛〜捕物控ぶらり旅（2007年5月1日 - 7月10日、テレビ朝日） - 桑山十兵衛
- LIAR GAME（2007年6月23日、フジテレビ） - ハセガワ
- 天と地と（2008年1月6日、テレビ朝日） - 毘沙門天
- 幻十郎必殺剣（2008年1月 - 3月、テレビ東京） - 死神幻十郎（神山源十郎）
- 月曜ゴールデン 刑事シュート しゅうと&ムコの事件日誌シリーズ（2008年 - 、TBS） - 百瀬哲夫
- トライアングル（2009年1月 - 3月、関西テレビ） - 黒木信造
- 落日燃ゆ（2009年3月15日、テレビ朝日） - 広田弘毅
- 官僚たちの夏（2009年7月 - 9月、TBS） - 池内信人 役 （モデルは池田勇人）
- 椿山課長の七日間（2009年12月19日、テレビ朝日） - 武田勇・竹之内勇一（2役）
- 絶対零度 （フジテレビ）- 長嶋秀夫 
  - 絶対零度〜未解決事件特命捜査〜（Season1）（2010年4月13日 - 6月22日）
  - 絶対零度〜未解決事件特命捜査〜 Special（2011年7月8日）
  - 絶対零度〜特殊犯罪潜入捜査〜（Season2）（2011年7月12日 - 9月21日）
  - 絶対零度〜未然犯罪潜入捜査〜（Season3） 第8話・最終話（2018年8月27日・9月10日）（特別出演）
- ドラマスペシャル忠臣蔵〜その男、大石内蔵助（2010年12月25日、テレビ朝日） - 立花左近
- 遺恨あり 明治十三年 最後の仇討（2011年2月26日、テレビ朝日） - 山岡鉄舟
- 卒業ホームラン（2011年3月23日、テレビ東京） - 伊達
- もう誘拐なんてしない（2012年1月3日、フジテレビ） - 花園周五郎
- 運命の人（2012年1月 - 3月、TBS） - 佐橋慶作
- ブラックボード〜時代と戦った教師たち〜 第1夜（2012年4月5日、TBS） - 塩田明憲
- 息もできない夏（2012年7月 - 9月、フジテレビ） - 夏目周作
- 金曜プレステージ（フジテレビ）
  - 剣客商売 シリーズ
    - 剣客商売 御老中暗殺（2012年8月24日） - 秋山小兵衛
    - 剣客商売 剣の誓約（2013年12月27日） - 秋山小兵衛
    - 剣客商売 鬼熊酒屋（2014年8月8日） - 秋山小兵衛
    - 剣客商売 陽炎の男（2015年9月11日） - 秋山小兵衛
    - 剣客商売 手裏剣お秀（2018年12月21日） - 秋山小兵衛
    - 剣客商売 婚礼の夜（2020年3月13日） - 秋山小兵衛

  - 宮部みゆきドラマスペシャル・淋しい狩人（2013年9月20日） - 岩永幸吉
- リーガル・ハイスペシャル（2013年4月13日、フジテレビ） - 勅使河原勲
- 半沢直樹（TBS）
  - 2013年版（2013年7月 - 9月）- 中野渡謙（特別出演）
  - 2020年版（2020年7月 - 9月） - 中野渡謙（特別出演）
- NHK正月時代劇 桜ほうさら（2014年1月1日、NHK総合） - 坂崎重秀
- テレビ朝日21世紀新人シナリオ大賞 最後の仕事（2014年1月12日、テレビ朝日） - 下嶋栄治
- 三匹のおっさん〜正義の味方、見参!!〜（2014年1月 - 3月、テレビ東京） - 清田清一
  - 三匹のおっさん2〜正義の味方、ふたたび!!〜（2015年4月 - 6月）
  - 三匹のおっさん3〜正義の味方、みたび!!〜（2017年1月 - 3月）
  - 新春ドラマ特別企画〜正義の味方、史上最大、最後の戦い！…かも？〜 三匹のおっさん スペシャル（2018年1月2日）
  - 三匹のおっさんリターンズ！～平成ラストの大暴れ＆悪党まとめて大成敗SP！～（2019年1月14日）
- 松本清張 黒い福音〜国際線スチュワーデス殺人事件〜（2014年1月19日、テレビ朝日） - 木嶋忠夫（特別出演）
- ドクターX〜外科医・大門未知子〜（2014年10月 - 12月、テレビ朝日） - 天堂義人
- 連続テレビ小説 マッサン（2015年2月 - 3月、NHK総合） - 上杉龍之介
- アイムホーム 第7話（2015年5月28日、テレビ朝日） - 家路洋蔵
- 刑事7人（テレビ朝日） - 堂本俊太郎[28][29]
  - 刑事7人 第1シリーズ（2015年7月15日 - 9月9日）
  - 刑事7人 第2シリーズ（2016年7月13日 - 9月14日）
  - 刑事7人 第3シリーズ（2017年7月12日 - 9月13日）
  - 刑事7人 第4シリーズ（2018年7月11日 - 9月12日）
  - 刑事7人 第5シリーズ（2019年7月10日 - 9月18日）
  - 刑事7人 第6シリーズ（2020年8月5日 - 9月30日）
  - 刑事7人 第7シリーズ（2021年7月7日 - 9月15日）
  - 刑事7人 第8シリーズ（2022年7月13日 - 9月14日）[30]
  - 刑事7人 第9シリーズ（2023年6月7日 - 8月9日）[31]
- 視覚探偵 日暮旅人（日本テレビ） - 榎木渡 
  - 金曜ロードSHOW!特別ドラマ企画 「視覚探偵 日暮旅人」（2015年11月20日）[32]
  - 視覚探偵 日暮旅人（2017年1月22日 - 3月19日）[33]
- フラジャイル（2016年1月13日 - 3月16日、フジテレビ） - 中熊薫[34]
- さよならドビュッシー 〜ピアニスト探偵 岬洋介〜（2016年3月18日、日本テレビ） - 香月玄太郎[35]
- 三屋清左衛門残日録（2016 - 2024年〈予定〉、BSフジ） - 三屋清左衛門[36]
- 名奉行!遠山の金四郎（2017年7月29日、TBS） ‐ 樋口出雲守勘解由
- 海月姫（2018年1月15日 - 3月19日、フジテレビ） - 鯉淵慶一郎
- ドラマ特別企画「がん消滅の罠〜完全寛解の謎〜」（2018年4月2日、TBS） - 西條征士郎
- 船越英一郎殺人事件（2018年8月24日、フジテレビ） - 北大路欣也（本人役/ナビゲーター）
- 記憶捜査〜新宿東署事件ファイル〜（テレビ東京） - 鬼塚一路 [37]
  - 記憶捜査〜新宿東署事件ファイル〜 シーズン1（2019年1月18日 - 3月1日）
  - 記憶捜査〜新宿東署事件ファイル〜 スペシャル（2020年7月27日）
  - 記憶捜査〜新宿東署事件ファイル〜 シーズン2（2020年10月23日 - 12月4日）
  - 記憶捜査スペシャル２～新宿東署事件ファイル～（2022年6月20日）
  - 記憶捜査〜新宿東署事件ファイル〜 シーズン3（2022年11月4日 - 12月16日）[38]
  - 記憶捜査SP3 新宿東署事件ファイル（2025年3月10日〈予定〉）[39]
- 砂の器（2019年3月28日、フジテレビ） - 田所重喜（特別出演）
- アライブ がん専門医のカルテ（2020年1月9日 - 3月19日、フジテレビ） - 恩田京太郎
- 風間公親-教場0- 最終話（2023年6月19日、フジテレビ） - 清家総一郎[40]
- 厨房のありす（2024年1月21日 - 3月24日、日本テレビ） - 五條道隆[41]
- Believe-君にかける橋-（2024年4月25日 - 6月20日、テレビ朝日） - 坂東五郎 [42]
- キャスター（2025年4月13日 - 6月15日、TBS） - 羽生剛[43]

### 舞台
- シラノ・ド・ベルジュラック（1964年）
- オンディーヌ（1965年、1966年） - ハンス 役
- オルフェとユリディス（1967年）
- 癩王のテラス（1969年）
- スカーレット（1970年1月 - 3月、東宝、帝国劇場） - レット・バトラー役（※宝田明の降板を受けて）
- ミュージカル プロミセス・プロミセス（1971年）
- 探偵スルース（1974年）
- 蒼き狼（1983年）
- 無法松の一生（1985年）
- オセロー（1988年）
- 明治座新開場記念公演・風林火山（1993年、明治座）
- 佐渡島他吉の生涯（1997年）
- 銭形平次
- NINAGAWA・マクベス（1998年、蜷川幸雄演出）
- 赤ひげ（2002年）
- ナイル殺人事件（2004年）
- SHINKANSEN☆RX 五右衛門ロック（2008年、劇団☆新感線）
- フロスト/ニクソン（2009年） - リチャード・ニクソン 役

### 劇場アニメ
- 安寿と厨子王丸（1961年7月19日、東映） - 厨子王丸 役[44]
- FUTURE WAR 198X年（1982年10月30日、東映） - 三雲渡 役[45]
- アシュラ（2012年9月29日、東映） - 法師 役
- 劇場版 トリコ 美食神の超食宝（2013年7月27日、東映） - ギリム 役
- ONE PIECE FILM GOLD（2016年7月23日、東映） - レイズ・マックス 役[46]
- モンスターストライク THE MOVIE（2016年12月10日、ワーナー・ブラザース映画） - 石橋健太郎 役

### ゲーム
- 龍が如く4 伝説を継ぐもの（2010年） - 宗像征四郎 役

### 吹き替え
- HACHI 約束の犬（2009年） - パーカー・ウィルソン 役（リチャード・ギア）

### CM
- 白鶴酒造（1975年 - 1990年頃）
- マツダ・ファミリア（5代目：通称・FF初代、1980年 - 1984年）
- サンキョウ・トップスポーツ→ゼビオメンズ・ゼビオスポーツ イメージキャラクター（1976年 - 1990年頃）
- 井関農機 トラクター『ランドマックス』を含む『ランドシリーズ』（1986年 - 1989年）、『シアル』（1993年 - 1994年）、コンバイン『フロンティア』（1987年 - 1989年）
- 山梨薬研 「8:2」（1988年）
- ヤマザキビスケット
  - 「リッツ」 - 同時期にNHK大河ドラマ『独眼竜政宗』でも共演していた後藤久美子と共演
  - 「ポテトチップ」（1988年）
- マルヨ水産 ちくわ（1990年）
- 原ヘルス工業『バブルスター』 - 千葉真一・梅宮辰夫・松方弘樹・山城新伍と共演
- ケンタッキーフライドチキン「夏こそチキン!」（ビスケット） - ブレイク前の宮沢りえと共演
- 日清食品『どん兵衛』 - 時代劇風の演出で話題になる[47]
- ソフトバンクモバイル「ホワイト家族24」他多数（2007年 - ） - 白戸家のお父さん・白戸次郎（北海道犬のカイくん）の声
- キリンビール「キリン ニッポンプレミアム」（2007年）
- サントリー
  - 「サントリー ボス 食後の余韻」（2009年） - 中村敦夫・吹越満・上川隆也、佐藤B作と共演
  - 「サントリー ボス 大人の流儀」（2010年） - 加藤剛・松坂慶子・加藤茶と共演
  - 「サントリー BOSSコーヒー 超」（2012年、2015年） - 樋口可南子との共演や、なぜか犬が整列して登場するシーンに注目された。
  - 「サントリー BOSSコーヒー」（2015年） - トミー・リー・ジョーンズ、Pepperとの共演
- 吉野家「登場編」（2013年）
- ライオン
  - 「デントヘルス」（2014年）
  - 「バファリンEX」（2016年） - 祖父 役
- くら寿司（2014年 - ）
- スクウェア・エニックス『ドラゴンクエストモンスターズ スーパーライト』（2015年 - ） - 竜王 役
- アサヒビール「アサヒ ザ・リッチ」（2021年）

### その他
- 東京国立博物館「空海と密教美術展」の音声ガイド（2011年）

## 音楽
- 涙をふたりで（1966年、キングレコード）
- 風のバラード（1967年、ユニオンレコード = テイチク）
- アドロ（夜汽車に乗って）（Adoro）（1973年、ユニオンレコード = テイチク）
- らしくないぜ／雨だぜマリー（1976年、東芝レコード）
- 冬麗（1990年11月25日、徳間ジャパンコミュニケーションズ）
- 銭形平次（1991年7月25日、徳間ジャパンコミュニケーションズ）
- 別れて…そして（1993年6月25日、ワーナーミュージック・ジャパン） - 小林幸子とのデュエットソング

## 受賞・受章
日本アカデミー賞
- 第1回（1978年） - 優秀主演男優賞『アラスカ物語』『八甲田山』（ノミネート）
- 第8回（1985年） - 優秀主演男優賞『空海』（ノミネート）
- 第9回（1986年） - 優秀主演男優賞『春の鐘』『火まつり』『夢千代日記』（ノミネート）

報知映画賞
- 第10回（1985年） - 最優秀主演男優賞『火まつり』『春の鐘』

その他
- エランドール賞 新人賞（1963年）
- 芸術選奨新人賞 演劇部門（1974年）
- 第14回 ギャラクシー賞（1977年） - 選奨『青春の門』
- 第28回 菊田一夫演劇賞（2002年） - 演劇賞『佐渡島他吉の生涯』
- 紫綬褒章（2007年）
- 2010 50th ACC CM FESTIVAL - 演劇賞「サントリーホールディングス『BOSS』シリーズ・ソフトバンクモバイル『企業広告』」
- 旭日小綬章（2015年）
- 京都市文化功労者（2021年）
- 牧野省三賞（2022年）
- 文化功労者（2023年）